# Jakob Morenga
(Capitano Maximilian Bayer)
Jakobus Morenga, noto anche come Jacob Marengo (1875 – Eenzamheid, 20 settembre 1907), è stato un guerrigliero namibiano.
Fu uno dei principali fautori dell'alleanza tra le etnie Herero e Nama, tradizionalmente rivali, nell'ambito delle rivolte avvenute tra il 1904 e il 1908 ad opera delle popolazioni locali contro le autorità coloniali dell'Africa Tedesca del Sud-Ovest.

## Biografia
Nato da padre Herero e madre di etnia Nama fu uno dei principali leader militari e politici delle popolazioni autoctone nell'ambito della Guerra Nama (de: Namakrieg). L'intento dei tedeschi era quello di condurre una vera e propria opera di sterminio delle popolazioni locali che erano insorte sotto la guida di alcuni capi locali, tra cui Hendrik Witbooi, contro lo sfruttamento attuato dai coloni.
Morenga, soprannominato il Napoleone nero per la sua abilità tattica in ambito militare, condusse la lotta contro i soldati tedeschi basandosi principalmente sulla strategia della guerriglia, particolarmente efficace per sfruttare le truppe poco organizzate e numericamente inferiori di cui disponeva.
Nel gennaio 1904, a seguito del trattato di pace di Kalkfontein, Morenga fu messo fuori legge dalle autorità coloniali germaniche; trovò inizialmente rifugio nell'impervia zona montuosa della regione di Karas per poi sconfinare nella zona meridionale sotto il controllo britannico.
Dopo aver messo in difficoltà l'esercito coloniale tedesco cercò l'appoggio delle autorità coloniali britanniche del vicino Sudafrica ma queste, benché interessate a limitare la sfera di influenza germanica nell'area, si rifiutarono di fornirgli aiuto e anzi furono ostili a lui e alla sua causa.
Morì il 20 settembre 1907 ucciso durante uno scontro a fuoco con una pattuglia coloniale britannica.

## Riferimenti nella cultura di massa
Nel 1978 lo scrittore tedesco Uwe Timm ha pubblicato un romanzo intitolato Morenga che narra le gesta del guerrigliero africano. Nel 1985 è stato girato un film tratto dal libro, la pellicola è stata diretta dal regista Egon Günther.